# Franz Ruschka
Franz Ruschka était un juriste et entomologiste autrichien, né à Vienne (Autriche) le 8 novembre 1882 et décédé le 10 mai 1942  dans la même ville.

## Publications
- Über erzogene Chalcidien aus der Sammlung der k. k. landwirtschaftlich-bakteriologischen und Pflanzenschutzstation in Wien. In: Verhandlungen der Zoologisch-Botanischen Gesellschaft in Wien. 62. Jahrgang (1912), landesmuseum.at
- Zur Kenntnis der Wasser-Hymenopteren. Mit A. Thienemann. In: Zeitschrift für wissenschaftliche Insektenbiologie. 9. Band (1913)
- Verzeichnis der an der K. k. Pflanzenschutz-Station in Wien erzogenen parasitischen Hymenopteren. Mit L. Fulmek. In: Zeitschrift für angewandte Entomologie. 2. Band (1915)
- Chalcididenstudien. I. Teil. In: Verhandlungen der Zoologisch-Botanischen Gesellschaft in Wien. 70. Jahrgang (1920), S. 234–315 landesmuseum.at
- « Zur Morphologie und Systematik des Kornkäfer-Chalcidiers Lariophagus distinguendus Först », Zeitschrift für Angewandte Entomologie, vol. 7, no 2,‎ août 1921, p. 463–465, August 1921 (lire en ligne)
- Beiträge zur Kenntnis einiger Encyrtidengattungen (Hym. Chalcid.). In: Verhandlungen der Zoologisch-Botanischen Gesellschaft in Wien. 72. Jahrgang (1922), S. 1–13 landesmuseum.at
- Zwei neue Chalicidier aus Fichtenzapfen. In: Zeitschrift für angewandte Entomologie. 8. Band (1922)